# 草倉銅山
草倉銅山（くさくらどうざん）は、新潟県東蒲原郡両鹿瀬村（現在の阿賀町鹿瀬）にあった銅山（銅の鉱山）。1914年（大正3年）に閉山した。

## 歴史
江戸期には発見されていたという。1875年（明治8年）に古河市兵衛が津川の商人・平田治八郎から経営権を買い取り、本格開発が始まった。鉱山ふもとの角神（つのがみ）には製錬所や河港が整備された。精銅は阿賀野川を利用して帆掛け船で各地へ運ばれた。1883年（明治16年）には別子銅山に次ぐ国内第2位の産出量となったが枯渇が進み、1914年（大正3年）に閉山となった。
跡地には建物は残っていないが、石垣等の遺構や無縁墓が残る。角神の精錬所跡は鹿瀬ダムに沈んでいる。
操業時は煙害等の問題も発生しており、津川出身の郷土史家、赤城源三郎は、「草倉銅山こそ公害の原点である」と指摘している。